# David Lebón
David Lebón (Buenos Aires, 5 de outubro de 1952) é um músico argentino de rock. Fez parte de grupos transcendentais do rock argentino, como Pescado Rabioso (voz, baixo e guitarra), Serú Girán (voz e guitarra) entre outros. Desde 1982 desenvolve carreira solo.

## Prêmios e honrarias
- 2012 - Revista Rolling Stone: 3o Melhor Guitarrista Argentino da História[1]